# Astrogorgia canala
Astrogorgia canala is een zachte koraalsoort uit de familie Plexauridae. De koraalsoort komt uit het geslacht Astrogorgia. Astrogorgia canala werd in 1999 voor het eerst wetenschappelijk beschreven door Grasshoff. 